# Marcel Boulenger
Marcel Jacques Amand Romain Boulenger (Parigi, 9 settembre 1873 – Chantilly, 21 maggio 1932) è stato uno schermidore francese.

## Biografia
Vincitore della medaglia di bronzo nel fioretto individuale ai giochi olimpici del 1900 a Parigi. Scrittore, come il fratello Jacques, le sue opere ebbero come tema lo sport.

## Opere
(elenco parziale)
- La page, 1899.
- Couplées, 1903 [tutti romanzi].
- Réponse à G. D'Annunzio, 1919.
- Les aventures d'un dandy, 1921.